# 延祐復科
延祐復科，是元朝于元仁宗在位时恢复科举的历史事件。
皇庆元年（1312年），提倡漢化運動的元仁宗将王約恢复科举的建议列为令甲。皇庆二年（1313年）下诏恢复科举。延祐元年（1314年）8月在全国的17处考场，举行乡试。延祐二年2月和3月相继在都城大都（今北京）举行会试和殿试（廷试），因为本次科举是在延祐年间举行的，史称“延祐復科”。本次科舉以及其后的历次科举均以程朱理學為考試的內容。元朝的科举自延祐復科开始每三年舉辦一次，一直延续到1368年元惠宗（元顺帝）在明朝军队的北伐下逃离大都、元朝灭亡为止，除了1336年和1339年因故曾停辦兩屆外，其它各届均照常舉辦，共舉行過十六次。